# Lincos
Lincos (Abkürzung für den lateinischen Ausdruck „lingua cosmica“) ist eine konstruierte Sprache, die 1960 von dem Mathematiker Hans Freudenthal in seinem Buch LINCOS: Design of a Language for Cosmic Intercourse entwickelt wurde.
Freudenthals Ziel war es dabei, eine Sprache zu erschaffen, die von jedem intelligenten Wesen, d. h. auch außerirdischen Lebensformen, verstanden werden kann, obwohl keine direkte Kommunikation über Bilder oder mit einer beiden Seiten bekannten Drittsprache möglich ist.
Freudenthal griff dabei Ideen von Lancelot Hogben auf, der mit Astraglossa 1953 ein System beschreibt, in dem mathematische Aussagen in Form von Impulsen dargestellt werden können.
Der Informatiker Stephen Wolfram, der als Berater beim Film Arrival u. a. bei der Analyse der im Film verwendeten Symbole der Aliensprache tätig war, hatte während der Dreharbeiten stets eine Ausgabe des Buches am Set dabei.

## Struktur
Das Wörterbuch von Lincos, das am Anfang einer Kommunikation stehen soll, enthält zunächst einige sehr einfache Muster, um „Begriffe“ für die natürlichen Zahlen und einfache arithmetische Operationen (z. B. Addition, Subtraktion, Multiplikation, Division) vorzustellen.
Nach Freudenthals Plänen soll dabei zuerst mit einfachen Wörtern begonnen werden.
Zahlen werden dabei durch ein einfaches Signal, etwa ein X, dargestellt. Mittels weiterer Signale, etwa unter anderem O, können schrittweise einfache mathematische Aussagen getroffen werden.
| Lincos     | Bedeutung |
| ---------- | --------- |
| X O X      | 1 = 1     |
| XX O XX    | 2 = 2     |
| XXX O XXX  | 3 = 3     |
| X OO XX    | 1 < 2     |
| X OO XXX   | 1 < 3     |
| XX OO XXX  | 2 < 3     |
| XX OOO X   | 2 > 1     |
| XXX OOO XX | 3 > 2     |

Ist die übertragene Nachricht dabei hinreichend groß und einfach genug, so kann aus dem Beispiel etwa geschlossen werden, dass hier X für Eins, O für Gleichheit, OO für den Kleiner-Vergleich und OOO für den Größer-Vergleich steht.
Die Zahlen sind dabei im unären System dargestellt, Vergleichsoperatoren (=, <, >, !=) können dabei schrittweise ebenso generiert werden. Offensichtlich ist dabei die Informationsdichte ungünstig; leicht vorstellbar ist jedoch, eine Konvention zu erzielen, um die Botschaften kompakter zu machen. Wie in der Informatik üblich bietet sich dabei das Binärsystem an.
Aufbauend auf diesen grundlegenden Aussagen ist leicht vorstellbar, dass anschließend Wahrheitswerte und sogar logische Aussagen übermittelt werden.
| Lincos                     | Bedeutung                  |
| -------------------------- | -------------------------- |
| X O X ∈ Ver:               | 1 = 1 wahr                 |
| XX O XX ∈ Ver:             | 2 = 2 wahr                 |
| XX OO XXX ∈ Ver:           | 2 < 3 wahr                 |
| X OO XX ∈ Ver:             | 1 < 2 wahr                 |
| X OOO XXX ∈ Fal:           | 1 > 3 falsch               |
| XX O XXX ∈ Fal:            | 2 = 3 falsch               |
| XX OOO X ∈ Ver:            | 2 > 1 wahr                 |
| X O X A XX O XX ∈ Ver:     | (1 = 1) UND (2 = 2) wahr   |
| X OO XX A XXX OOO X ∈ Ver: | (1 < 2) UND (3 > 1) wahr   |
| X O XX A X O X ∈ Fal:      | (1 = 2) UND (1 = 1) falsch |
| X O XX AA X OO XX ∈ Ver:   | (1 = 2) ODER (1 < 2) wahr  |

In dieser Codierung steht offensichtlich Ver (von lat. verum) für wahr, Fal (von lat. falsum) für falsch, A für logisches UND, AA für logisches ODER.
Diese mathematischen Konzepte werden dabei durch eine Reihe von Beispielen verdeutlicht. Es folgen Konzepte über Variablen, ganze Zahlen und Brüche, welche an die Arithmetik der Schulmathematik erinnern. Schließlich werden Mengenbegriffe eingeführt, die Mengen der natürlichen, ganzen, reellen und komplexen Zahlen (Num, Int, Rea, Com) sowie der Primzahlen (Pri) vorgestellt und einige Konstanten (e, i, π) definiert.
| Lincos                           | Bedeutung                                                   |
| -------------------------------- | ----------------------------------------------------------- |
| X P X O XX ∈ Ver:                | (1 + 1 = 2) wahr                                            |
| XX P X OO XXXX ∈ Ver:            | (2 + 1 < 4) wahr                                            |
| X P XX O XXXX AA X OOO XX ∈ Fal: | (1 + 2 = 4) ODER (1 > 2) falsch                             |
| XX PP X O X ∈ Ver:               | (2 − 1 = 1) wahr                                            |
| XXX PP X OOO X ∈ Ver:            | (3 − 1 > 1) wahr                                            |
| X PPP XXX O XXX ∈ Ver:           | (1 * 3 = 3) wahr                                            |
| XXX PPP XX O XXXXXX ∈ Ver:       | (3 * 2 = 6) wahr                                            |
| Int ⊂ Rea ∈ Ver:                 | (Die ganzen Zahlen sind Teilmenge der reellen Zahlen.) wahr |
| X P XX O XX P X ∈ Ver:           | (1 + 2 = 2 + 1) wahr                                        |

In dieser Codierung steht das neue Symbol P offensichtlich für Rechenvorschriften (P steht für Addition, PP für Subtraktion, PPP für Multiplikation, PPPP für Division).
Anschließend werden Vokabeln zum Beschreiben der Zeit, d. h. die Messung von Zeiträumen, verschickt, damit über jetzige und künftige Ereignisse gesprochen werden kann.
| Lincos                   | Bedeutung                      |
| ------------------------ | ------------------------------ |
| DUR ---- O XXXX SEC      | Dauer ---- = 4 Sekunden        |
| DUR ----- O XXXXX SEC    | Dauer ----- = 5 Sekunden       |
| XX SEC OO XXX SEC ∈ Ver: | (2 Sekunden < 3 Sekunden) wahr |

In diesem Beispiel steht DUR für ein neues Symbol „Dauer“ (SEC für „Sekunden“) und gibt die tatsächliche Dauer des Radiosignals etwa in Sekunden an.
Mittels einfacher Botschaften können dabei Zeitbegriffe übertragen werden. Vorstellbar sind etwa drei verschiedene Ereignisse E1, E2 und E3, die zeitlich auch bei der Übertragung hintereinander gesendet werden.
Auf die (hier unspezifizierte) Übertragung mit bestimmten Ereignissen E1, E2, E3
| Lincos               | Bedeutung                                                   |
| -------------------- | ----------------------------------------------------------- |
| E1 PAUSE E2 PAUSE E3 | Ereignis E1 gefolgt von Ereignis E2 gefolgt von Ereignis E3 |

kann z. B. folgender Code folgen
| Lincos                          | Bedeutung                                                |
| ------------------------------- | -------------------------------------------------------- |
| E1 Ant E2 ∈ Ver:                | (E1 ZEITLICH VOR E2) wahr                                |
| E1 Ant E3 A E2 Ant E3 ∈ Ver:    | (E1 ZEITLICH VOR E3) UND (E2 ZEITLICH VOR E3) wahr       |
| E3 Pst E2 ∈ Ver:                | (E3 ZEITLICH NACH E2) wahr                               |
| E1 E3 Fit E2 ∈ Ver:             | (E2 ZWISCHEN E1 und E3) wahr                             |
| E2 E3 Fit E1 A E2 Pst E1 ∈ Fal: | (E1 ZWISCHEN E2 und E3) UND (E2 ZEITLICH NACH E1) falsch |
| E1 Ant E2 ↔ E2 Pst E1           | E1 ZEITLICH VOR E2 genau dann, wenn E2 ZEITLICH NACH E1  |

Hierbei stehen die Symbole Ant (von lat. ante), Pst (von lat. post) und Fit (von lat. fit) für die zeitlichen Beziehungen „vor“, „nach“ und „zwischen“. Zeitliche Begrifflichkeiten wie Vergangenheit und Zukunft können dabei ebenso verdeutlicht werden wie z. B. die Endlichkeit des Lebens.
Die größten Schwierigkeiten bereiten vielleicht die komplexen Ausdrücke in Bezug auf Verhalten und Gespräch zwischen Individuen. Vorgestellt werden hierbei zwei Handelnde, die miteinander sprechen, sich zitieren, Dinge erfragen und sich etwas versprechen. In Spielen zwischen zwei Spielern werden auch spieltheoretisch (z. B. im Spiel mit den Matching Pennies) menschliche Verhaltensweisen wie Gegnerschaft, im Spiel zwischen drei Spielern der Begriff der Zusammenarbeit und Kooperation erklärt.
Abschließend werden sprachliche Ausdrücke für Masse, Raum und Bewegung definiert. Beschrieben werden sollen u. a. die menschliche Natur und das Sonnensystem.
Ein zweites Buch mit weiterführenden Betrachtungen (u. a. über die Erde, das Leben und weiteres Verhalten) war geplant, wurde jedoch nicht vollendet.

## Verwendung und Diskussion
In dem Kinofilm Contact empfangen und entschlüsseln SETI-Astronomen außerirdische Botschaften, die in ihrer Struktur an Lincos erinnern. In der Fernsehserie Star Trek: Discovery/Staffel 4 wird Lincos in der Folge 12 ("Spezies 10-C") namentlich erwähnt.
1974 wurde im Rahmen der Arecibo-Botschaft eine Botschaft übertragen, die auf den Konzepten von Lincos aufbaut.
Die erste tatsächliche Übermittlung in Lincos erfolgte 1999 im Rahmen der Mission „Call Messenger I“.
Unabhängig vom Erfolg derartiger Kommunikationsversuche bleibt die Betrachtung des Phänomens Sprache mit rein mathematischen Mitteln überaus interessant und wirft einige Fragen auf.
In diesem Zusammenhang sei auf die Sapir-Whorf-Hypothese verwiesen, die die tatsächlichen Möglichkeiten der Kommunikation mit Wesen mit anderen Erfahrungswelten unwahrscheinlich erscheinen lässt.
Unsicher erscheint dabei vor allem, ob das Gegenüber die (kulturelle) Idee hinter der mathematischen Aussage versteht und wie viele Beispiele zum Verständnis der Aussagen notwendig sind.

## Komplexeres Beispiel
Ein Beispiel für Lincos aus dem dritten Kapitel von Freudenthals Buch zeigt, wie sich zwei Individuen gegenseitig Fragen stellen.
| Lincos                       | Bedeutung                                  |
| ---------------------------- | ------------------------------------------ |
| Ha Inq Hb ?x 2x=5            | Ha sagt zu Hb: Was ist das x für 2x=5?     |
| Hb Inq Ha 5/2                | Hb sagt zu Ha: 5/2.                        |
| Ha Inq Hb Ben                | Ha sagt zu Hb: Gut.                        |
| Ha Inq Hb ?x 4x=10           | Ha sagt zu Hb: Was ist das x für 4x=10?    |
| Hb Inq Ha 10/4               | Hb sagt zu Ha: 10/4.                       |
| Ha Inq Hb Mal                | Ha sagt zu Hb: Schlecht.                   |
| Hb Inq Ha 4*10/4=10 ∈ Ver:   | Hb sagt zu Ha: 4*10/4=10 ist wahr.         |
| Ha Inq Hb Ver Tan Mal: x=5/2 | Ha sagt zu Hb: Wahr, aber schlecht: x=5/2. |

In diesem Fall steht Mal (von lat. male) für „schlecht“, Ben (von lat. bene) für „gut“, Tan (von lat. tamen) für „aber“, Inq (von lat. inquit) für „sagen, fragen“. Ha, Hb, Hc sind Repräsentanten der Menge Hom (von lat. homo), also Menschen.
Darüber hinaus sind sogar indirekte Fragen etwa über Sprecher möglich.
| Lincos                       | Bedeutung                                                                  |
| ---------------------------- | -------------------------------------------------------------------------- |
| Ha Inq Hb ?x 4x=10           | Ha sagt zu Hb: Was ist das x für 4x=10?                                    |
| Hb Inq Hc ?y Inq Hb ?x 4x=10 | Hb sagt zu Hc: Was ist das y für „y sagt zu Hb: Was ist das x für 4x=10?“? |
| Hc Inq Hb Ha                 | Hc sagt zu Hb: Ha.                                                         |

Dabei wurde die konkrete Codierung wegen der leichteren Lesbarkeit abgewandelt.